# ブオル県
ブオル県 (ブオルけん、インドネシア語: Kabupaten Buol)はインドネシアの中部スラウェシ州に位置する県。県都はブオル
1999年第51号法に基づいて設置された。
県内には小さい空港としてブオル空港が存在する。県内の道路の半分程度は損傷が強い状態にある。

## 自治体
県は11の郡（kecamatan）からなり、2010年の調査では人口は以下のようであった
| 名称                         | 人口 2010年 |
| ---------------------------- | ----------- |
| Lakea                        | 9,700       |
| Biau                         | 27,567      |
| Karamat                      | 8,296       |
| Momunu                       | 13,869      |
| Tiloan                       | 9,955       |
| Bokat                        | 12,609      |
| Bukal                        | 13,485      |
| Bunobogu                     | 8,814       |
| Gadung                       | 11,337      |
| Paleleh                      | 11,323      |
| Paleleh Barat (West Paleleh) | 5,375       |

## 市井
現在この地域に住むブオル語話者はゴロンタロ県に隣接する地域に居住している。以前山岳に住んでいたブオル人は現在北部半島中央部のゴロンタロ県の北西部に点在する村に居住している。ブオル地域の歴史は小王国の興亡のひとつであり、時折攻防のために団結することもあった。文化言語的にゴロンタロ人と近いために、ブオル人は時折、ゴロンタロ人系の人種の一部として扱われる。ブオル語はビンタウナ語、カイディパン語、ボランゴ語、ゴロンタロ語、ロラク語、スワワ語などと共にゴロンタロ・モンゴンドウ語群に属している

## 註
1. ↑  Biro Pusat Statistik, Jakarta, 2011.
2. ↑  http://www.joshuaproject.net/people-profile.php?peo3=11021&rog3=ID

座標: 北緯0度45分 東経120度45分 / 北緯0.750度 東経120.750度